# Kościół św. Barbary w Trzebini
Kościół św. Barbary – rzymskokatolicki kościół parafialny oraz konwentualny felicjanek, znajdujący się przy ul. Tysiąclecia 51 w dzielnicy Wodna w Trzebini, w powiecie chrzanowskim województwa małopolskiego.
Świątynia została ufundowana przez Andrzeja Kazimierza Potockiego, właściciela Hrabstwa Tenczyńskiego dla sióstr felicjanek. Prace budowlane rozpoczęły się w maju 1892 roku, natomiast w dniu 23 października tego samego roku został wmurowany kamień węgielny, poświęcony przez kardynała Albina Dunajewskiego. Kościół został zaprojektowany przez inżyniera Jacka Matusińskiego w stylu neogotyckim, posiada jedną nawę - obecnie jest to najstarszy budynek sakralny w gminie Trzebinia. Budowa była prowadzona przez Kazimierza Piotrowskiego z Krzeszowic i Jana Bartoneca z Sierszy. W dniu 15 października 1895 roku zostały poświęcone klasztor, szkoła oraz ochronka. Uroczysta konsekracja świątyni, pod wezwaniem świętej Barbary, miała miejsce 2 czerwca 1901 roku. W 1949 roku przy kościele została utworzona parafia.
Świątynia nakryta jest sklepieniem krzyżowo-żebrowym, wnętrze rozświetlają duże okna - ostrołukowe z maswerkami. W oknach są umieszczone witraże z postaciami św. Andrzeja i św. Krystyny, patronów fundatorów Andrzeja i Krystyny Potockich. Witraże wykonano ok. 1895 r. w wiedeńskiej pracowni Carl Geyling’s Erben, projektant nieustalony.
Chór świątyni jest podparty przez trzy ostrołukowe arkady. Jednolity charakter wnętrza jest zaakcentowany przez ołtarz w stylu neogotyckim z obrazami Matki Boskiej Częstochowskiej i św. Barbary.
Należy do dekanatu Trzebinia archidiecezji krakowskiej.

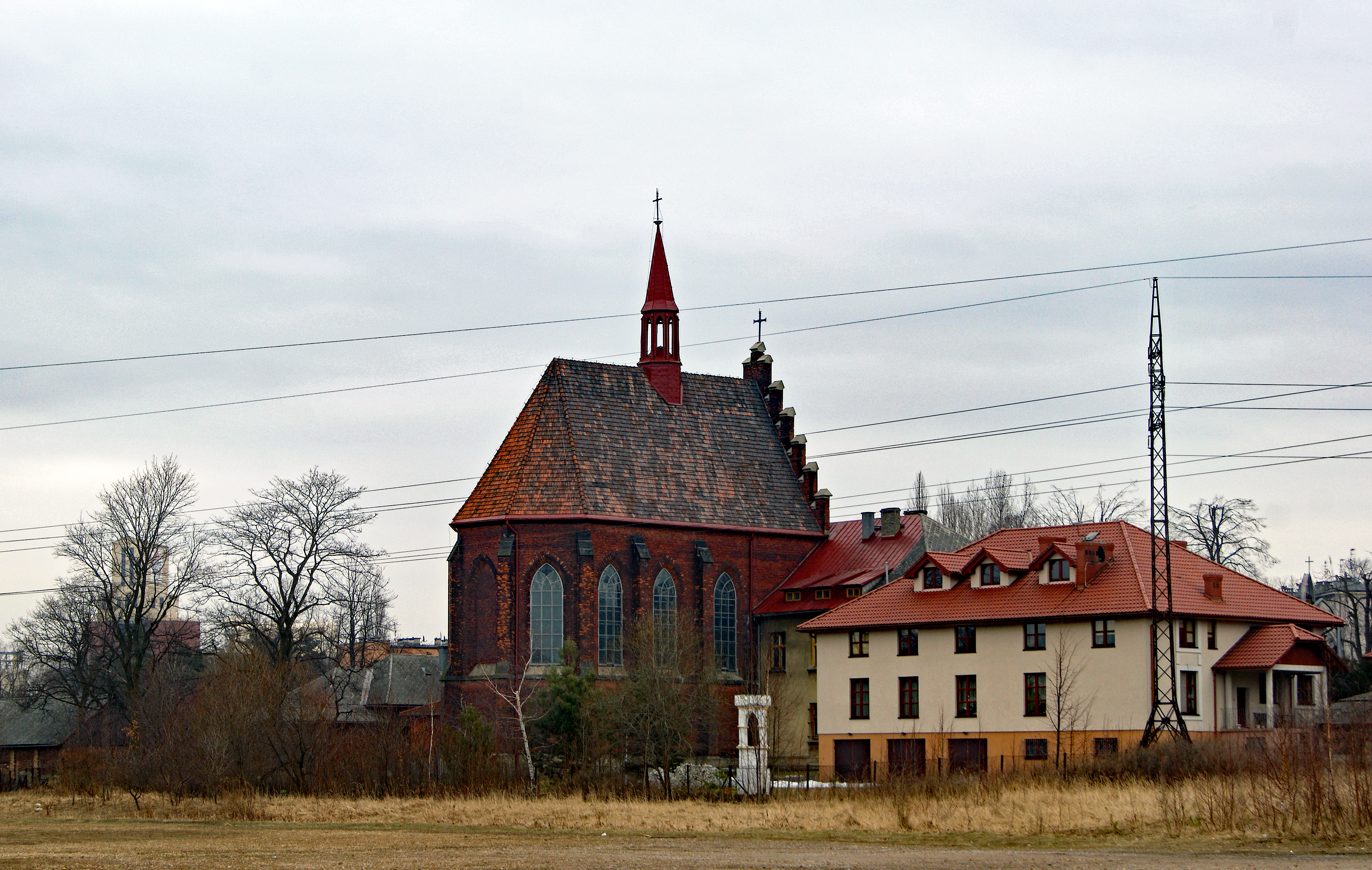
Bryła kościoła.
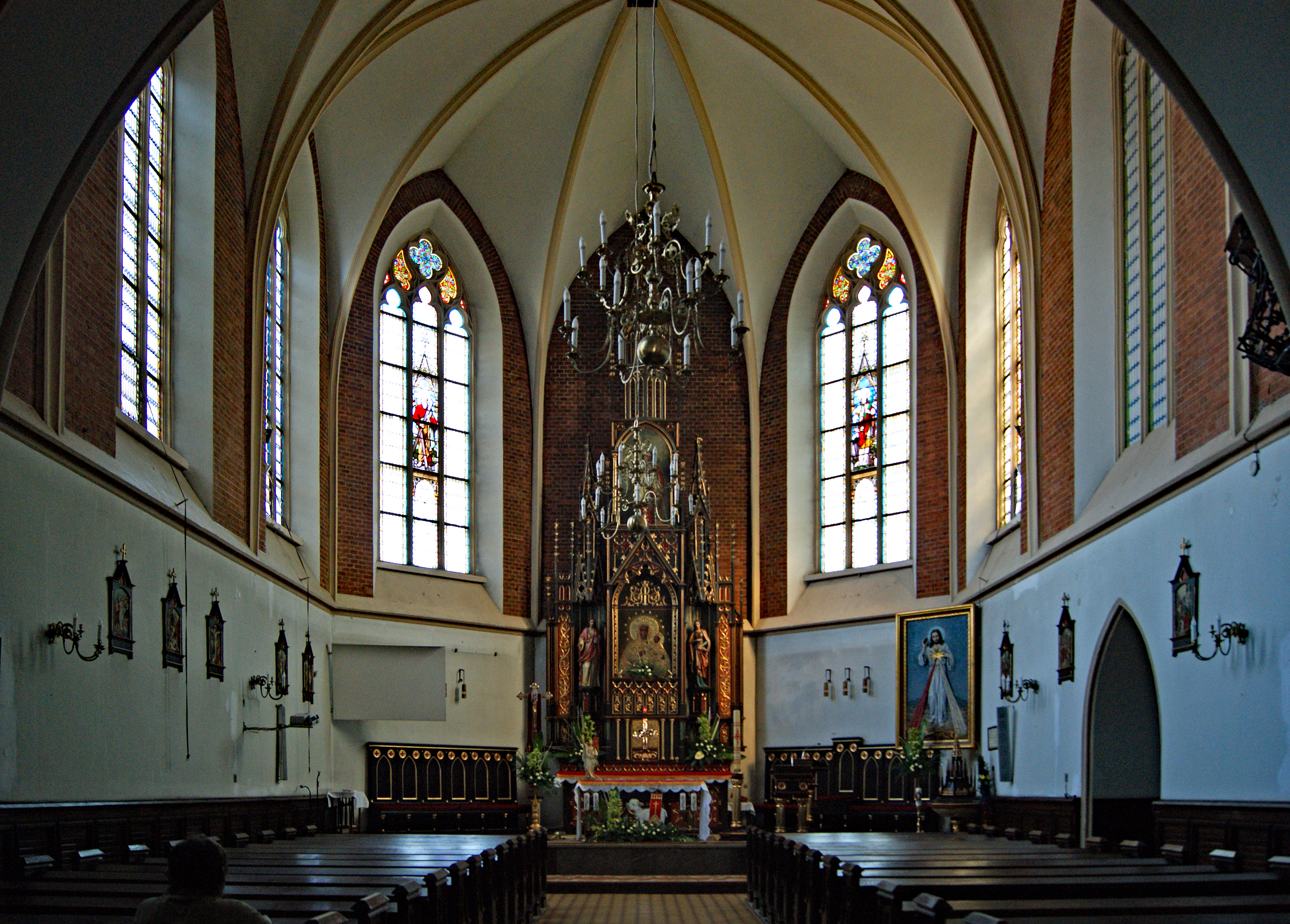
Wnętrze.
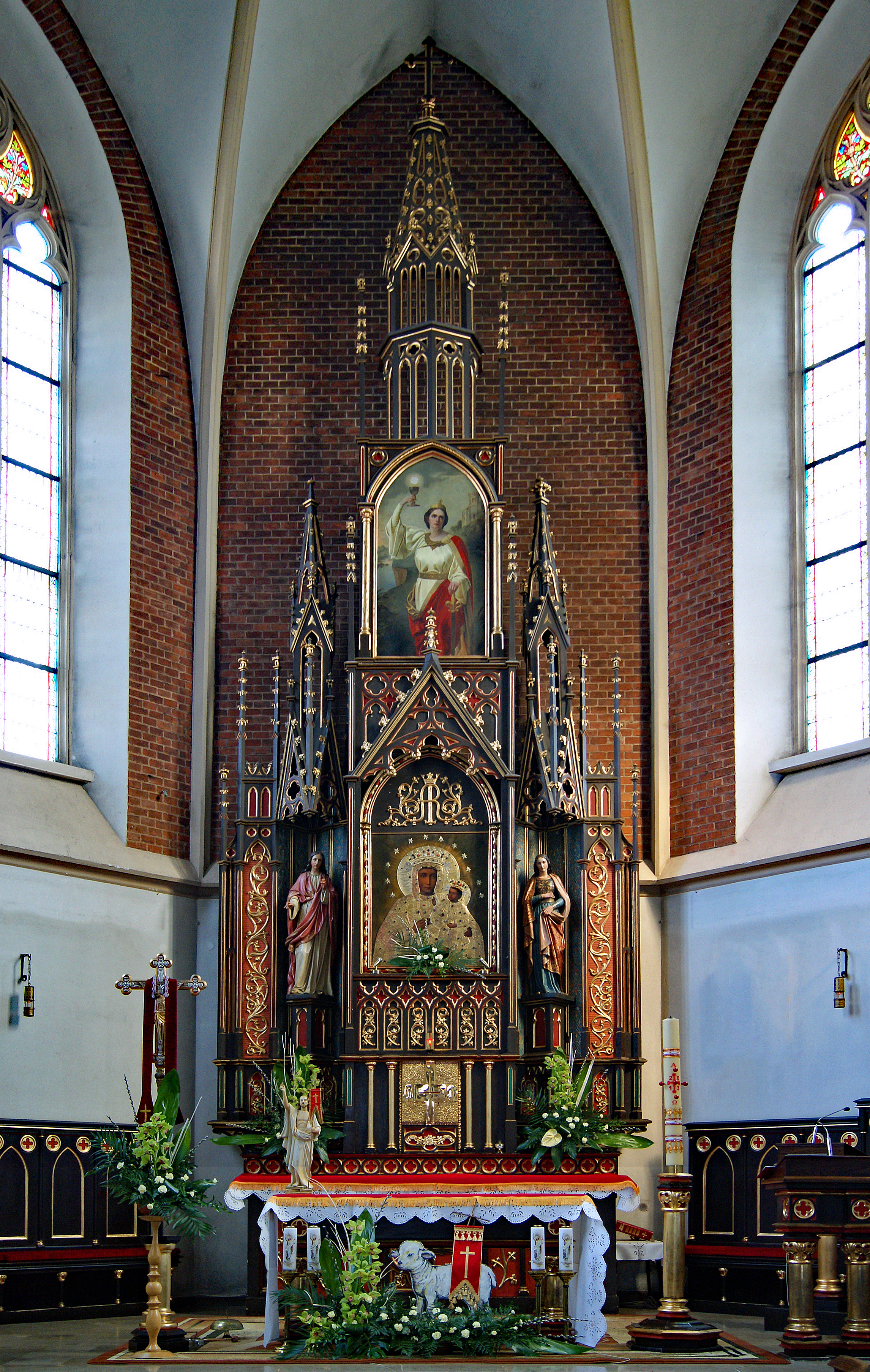
Ołtarz główny.
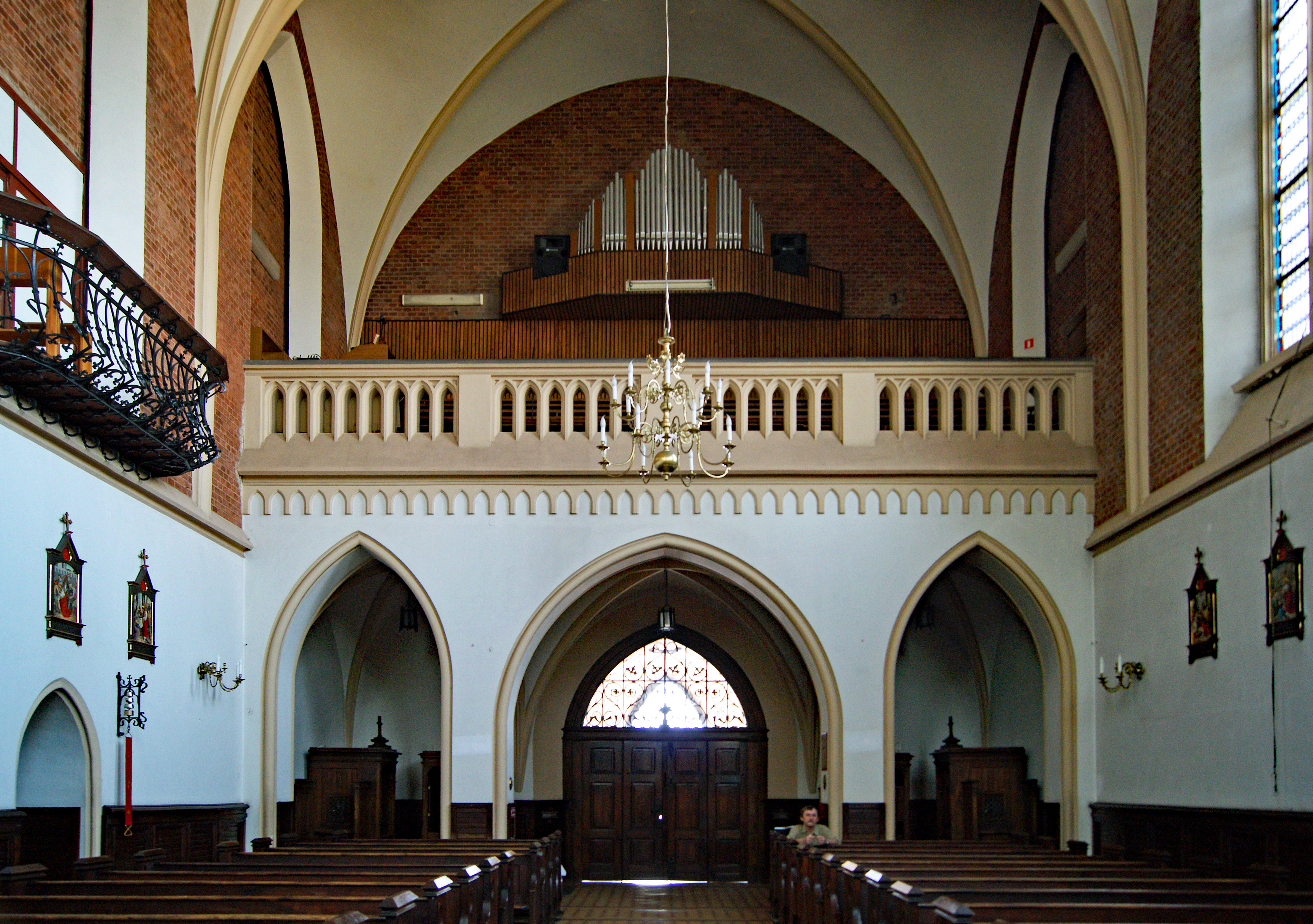
Chór i organy.
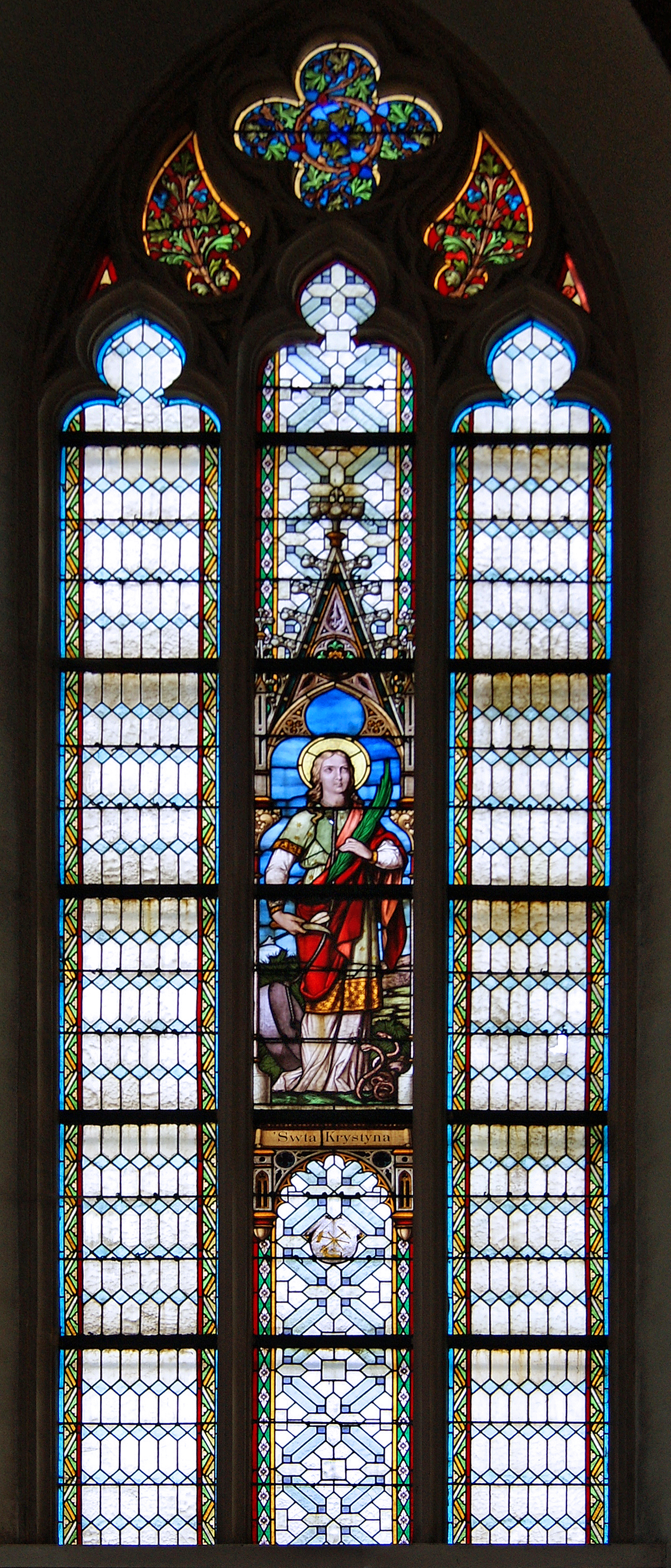
Witraż św. Krystyna.
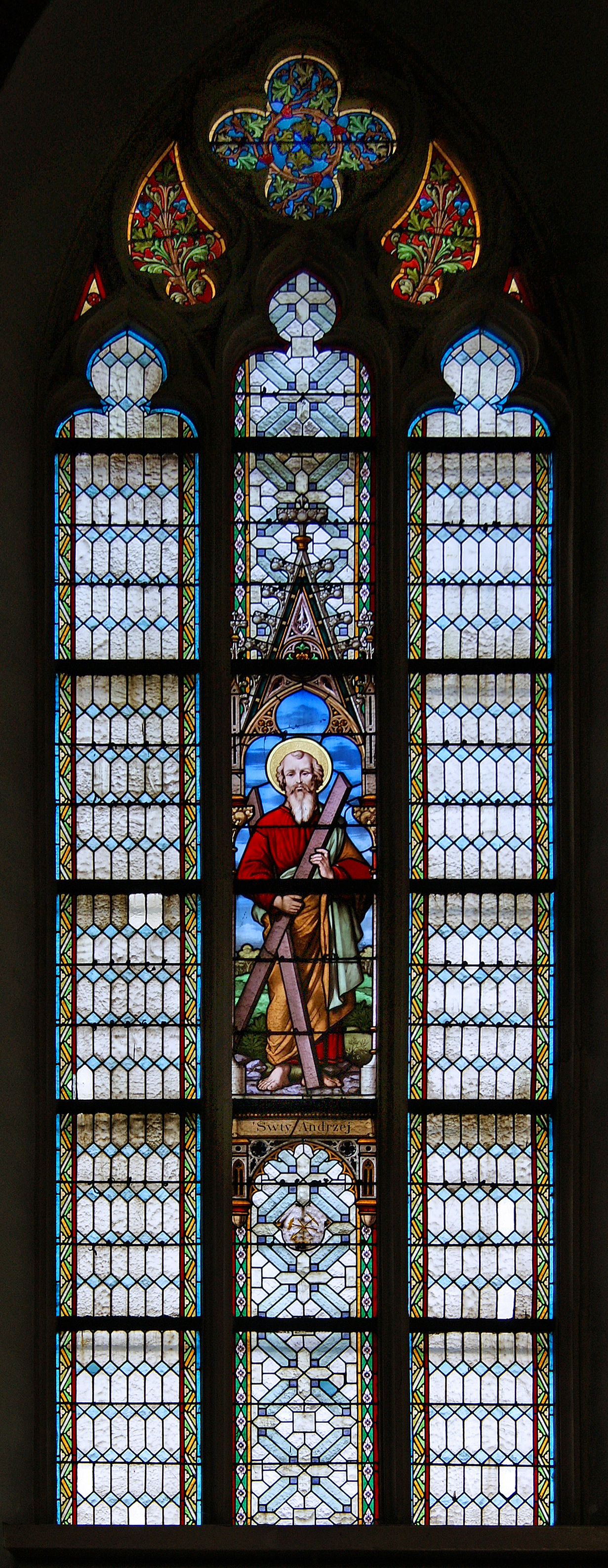
Witraż św. Andrzej.

## Źródła
- Bogusław Krasnowolski, Leksykon zabytków architektury Małopolski, Wydawnictwo Arkady, Warszawa 2013, ISBN 978-83-213-4744-8
- Corpus Vitrearum Polska. [dostęp 2021-12-21].